# Mohamed Al-Fayed
Mohamed Abdel Moneim Al-Fayed (ur. 27 stycznia 1929 w Aleksandrii, zm. 30 sierpnia 2023 w Londynie) – egipski przedsiębiorca, miliarder; do 2013 roku właściciel klubu piłkarskiego Fulham F.C. oraz hotelu Ritz w Paryżu, do 2010 roku właściciel domu towarowego Harrods w Londynie.
Był ojcem Dodiego Al-Fayeda, ostatniego partnera Diany, księżnej Walii. Gdy 31 sierpnia 1997 roku zginęli oni w wypadku samochodowym, Mohamed oskarżył o ich śmierć brytyjskie służby specjalne. Próbował także dowieść tego, że wypadek, do którego doszło w Paryżu, nie był wypadkiem, a zaplanowanym zamachem na życie księżnej. Jego zdaniem rodzina królewska nie chciała zaakceptować Egipcjanina jako ojczyma przyszłego króla Wielkiej Brytanii.